# Мотовилівка (Житомирський район)
Мотови́лівка — село в Україні, у Житомирському районі Житомирської області. До 17 липня 2020 року село перебувало в складі ліквідованого Постановою Верховної Ради України Любарського району. Населення становить 929 осіб.

## Географія
Селом протікає річка Каранька та пролягає автошлях територіального значення Т 0610.
Від залізничної станції Печанівка Мотовилівка знаходиться на відстані 42 км, від Житомира — 104 км, від Бердичева — 83 км. Через село проходить автошлях, який сполучає Мотовилівку із Печанівкою, а також через Любар з містами Житомир, Бердичевом, Старокостянтиновом.
Клімат у Мотовилівці — помірно-континентальний.
Природних багатств, за винятком невеликих родовищ торфу, не виявлено. З тварин і птахів зустрічаються: зайці, лисиці, дикі свині, козулі, видри, куниці, тхори, ховрахи, бобри, крижні, лебеді.
На території села є п'ять ставків: Громадський, Хронів, Панський, Чумаковий, Гарбузковий.

## Історія
За переказами село засновано у XIII століття, але перша документальна згадка в акті від 7 грудня 1601 р під назвою Мотильовка в списку міст і сіл Любарської волості, Луцького повіту, що були спустошені і спалені татарами (Архів в 46 т.1 стор. 291).
Існує переказ, що в давнину на території Мотовилівки був невеликий хутір, який належав господарю Мотовилу. Біля хутора були непрохідні ліси. Будинок князя був на підвищеному місці, з якого було видно весь хутір.
Темної ночі 1241 року з західної сторонои села, з лісу, почувся сильний шум. Господар наказав стрільцям бути готовими до оборони, а сестру свою Лівію послав до свого дядька по допомогу. Сестра заблукала і вилізла на високе дерево, щоб побачити хутір. Вона бачила, як над річкою стояв її брат і один стріляв із лука. Коли стріл не стало, він заховався за колодою, але хтось з ворогів скинув його у річку. Господар протягнув руку за допомогою. в цей час ворожа стріла попала йому в голову і він потонув. Сестра все це бачила. Після цього вона довго переховувалась у лісі. Коли татари спалили хутір, залишивши його, вона повернулась і сказала: «Тут буде новий хутір, який назвемо іменем брата — Мотовилівкою».
У 1885 році село належало до Мотовилівська волость Житомирського повіту. В адміністративному плані повіт поділяється на 5 поліцейських округів: Горошки, Черняхів, Чуднів, Янушполь і Котельня (раніше Кодня), які обіймають 20 ґмін (очевидно, автор мав на увазі волостей — прим. перекладача): Бараші, Фасова, Горошки й Ушомир (до 1 поліцейського округу); Бежів, Черняхів і Пулини (до 2 округу); Чуднів, Красносілка, П'ятка і Троянів (до 3 округу); Янушполь, Краснополь, Мотовилівка, Ожадівка (до 4 поліцейського округу); Андрушівка, Кодня, Котельня, Левків і Солотвин (до 5 округу). Округи судових інквірентів (слідчих) знаходяться: 1 — 4 — у Житомирі; 5-ий — у Горошках; 6-ий — у Чуднові.
За церковним принципом повіт поділяється на 5 православних церковних округів (благочинств). 4-й благочинний округ об'єднує такі парафії: Бабушки, Великий Браталів (філія Вищикуси), Малий Браталів, Бураки, БуркІвці (філія Мотрунки), Хижинці, Галіївка, Голодки (філія Райки), Гринівці, Янушполь, Карпівці, Кириївка (філія Авратин), Кілки, Великі Коровинці, Краснопіль, Красносілка, Лемеші (філія Райгородок), Молочки, Мотовилівка (філія Семенівка), Носівка, Ожадівка (філія Гарнишівка), Пединки, Стетківці, Мала Татаринівка, Троща, Велика Волиця, Волосівка (філія Бейжимівка) і Жеребки. Загалом у повіті знаходиться 164 церкви: 118 парафіальних, 31 філіальна, 1 обігрівана, 8 цвинтарних і 6 домових. За даними 1885 року, у повіті (без міста) було 146 церков православних (10 мурованих), 1 монастир мурований, 11 каплиць (1 мурована) та 5 будинків молитви розкольників (дерев'яних).
Теодорович Микола Іванович писав, що село Мотовилівка, при 4 прудах, від м. Житомира за 95 верст, від найближчої поштової станції Любара 14 верст, від залізничної станції Печанівка 30 верств, найближчих приходів з Великої Волиці 2 версти. Прихід 5 кл. церкви Успіння Пр. Богородиці, яка побудована 1881 року за кошти прихожан та казни. Кам'яна, п'ятиголова, на двох передніх куполах розташовані колокола. До цього приходу приписана церква в с. Семенівка.
У 1913 році дворяни Маліновські Леон та Андрій Леонардовичі володіли землею у розмірі 805,25 десятин.

## Населення

### Мова
Розподіл населення за рідною мовою за даними перепису 2001 року:
| Мова       | Кількість | Відсоток |
| ---------- | --------- | -------- |
| українська | 922       | 99.25%   |
| російська  | 6         | 0.64%    |
| білоруська | 1         | 0.11%    |
| Усього     | 929       | 100%     |

## Освіта
У селі функціонує загальноосвітня школа І—ІІІ ступенів імені Героя Радянського союзу Івана Мороза та 1 дошкільний навчальний заклад.
Церковно-парафіяльна Мотовилівська школа існувала з 1873 року. До 1917 року в загальноосвітній школі навчалось 163 учні. Очолював школу Савич Микола Іванович. В 1930 році було відкрито три паралельні перші класи, а наступному році — залишився один 2-й клас. Багато сімей було розкоркулено, разом з дітьми вислано за межі села. окремі діти, навчившись читати і писати, залишили школу, бо не мали ні одягу, ні взуття.
У 1937—1938 навчальному році був перший випуск Мотовилівської середньої школи, до цього часу школа була семирічною. Навчалися в десятирічці учні з Авратина, Березівки, Малого Браталова, Бичеви, Великої Волиці, Вигнанки, Мшанця, Пединок, Провалівки, Рогізно, Семенівки, Цимбалівки, Червоної Володимирівки, Яблунівки. На той час у Любарському районі існувало лише 3 середні школи, у тому числі й Мотовилівська.
Тривалий час директором школи був Л. І. Ліпніцький. У 1964 році очолював педагогічний колектив Гнатишин Павло Якович. Навчалось в школі 438 учнів. Вчителів з середньою освітою було 7, з незакінченою вищою освітою — 12 і вищою 9.
Після 1920 року при школі створено шкільну бібліотеку, яка мала 10 580 книг, а відвідувало бібліотеку 1 065 читачів.
У 1960-х роках була створена кімната бойової та трудової слави. Музейна кімната діє досі, сприяючи вихованню патріотизму, громадської свідомості школярів.
Мотовилівьку середню школу закінчив на «відмінно» Герой Радянського Союзу Мороз Іван Миколайович, який загинув у боях німецько-радянської війни. Нині школа носить його ім'я.
Педагогічний колектив Мотовилівської школи очолювали: Гнатцова Г. М., Власюк А. П., Рентюк Г. І., Рак О. І.
Будівництво нової школи у 1984 році розпочала Рентюк Г. І. В 1985 році було відкрито нове трьох поверхове приміщення школи і встановлено комп'ютерний клас. Над поповненням матеріально-технічної бази школи велику роботу провела Рак О. І., за що була нагороджена значком «Відмінник народної освіти».
З 1991 до 29 грудня 2020 року Мотовилівську ЗОШ I—III ступенів очолював Бевз І. Д., вчитель вищої категорії, «старший вчитель», нагороджений у 2004 році почесним знаком «Відмінник освіти України».
Завдяки його наполегливій праці у 2000 році котельня школи була переведена з твердого палива на газове опалення. Школа займає земельну ділянку загальною площею у 5,6 га. У 2004 році в Мотовилівській школі було встановлено і обладнано новий комп'ютерний клас.
У Мотовилівській школі навчається більше 140 учнів. Працюють 25 педагогічних працівників, 12 обслуговоючого персоналу. Вчителів з вищою кваліфікаційною категорією — 11, з першою категорією — 10 вчителів, вчителів, які мають звання «старший вчитель» — 8. Сім педагогів школи нагороджено Почесною грамотою Міністерства освіти та науки України.
На рівні сучасних вимог в школі обладнано методичний кабінет, навчальні кабінети, актовий зал, комп'ютерний клас.

## Культура
Мотовилівка — значний культурний центр Житомирського району, тут працюють культурні заклади — будинок культури, бібліотека, Народний аматорський духовий оркестр БК тощо.

## Відомі особи
- Мороз Іван Миколайович[6]  — народився в с. Мотовилівка (14 квітня 1921 — 28 липня 1944), капітан, Герой Радянського Союзу, командир 3-го танкового батальйону 41-й танкової бригади 5-го танкового корпусу 2-го Прибалтійского фронту.
- Стецюк Василь Олексійович — заслужений діяч культури, керівник, диригентом місцевого оркестру, народився у с. Мотовилівка.